# 控错
控错是一个位于中国西藏自治区那曲地区的湖泊，面积约为5.74平方千米，属于青藏高原。它的一级流域为内流区诸河，二级流域为西藏内流区。